# Торпедо (спортивное общество)
«Торпе́до» — добровольное спортивное общество профсоюзов (ДСО) в СССР, на базе которого основывались одноимённые спортивные клубы по разным видам спорта. Объединяло рабочих автомобильной, тракторной и авиационной промышленностей; позднее стало частью ДСО «Труд».

## История
Спортивное общество «Торпедо» было основано в 1936 году на основе спортивных кружков завода ЗиС (Завод имени Сталина) по инициативе одного из организаторов советской автомобильной промышленности Ивана Алексеевича Лихачёва. Название «Торпедо», тип автомобильного кузова, было предложено российским и советским конькобежцем, заслуженным мастером спорта СССР (1934, обладатель значка № 1) Яковом Фёдоровичем Мельниковым. Добровольное спортивное общество профсоюзов (ДСО) в СССР, на базе которого основывались одноимённые спортивные клубы по разным видам спорта. Объединяло рабочих автомобильной, тракторной и авиационной промышленностей; позднее, стало частью ДСО «Труд».

## Спортивные клубы
Название «Торпедо» сохранили многие спортивные клубы, входившие ранее в структуру всесоюзного общества:
- «Торпедо (Москва)» — баскетбольный клуб
- «Торпедо (Москва)» — ватерпольный клуб
- «Торпедо (Москва)» — волейбольный клуб
- «Торпедо (Москва)» — мини-футбольный клуб
- «Торпедо (Москва)» — регбийный клуб
- «Торпедо (Москва)» — клуб по хоккею с мячом
- «Торпедо (Москва)» — клуб по хоккею с шайбой
- «Торпедо (Москва)» — пляжный футбольный клуб